# Deutsche Cadre-45/2-Meisterschaft 1921

Veranstaltungsort: Berlin

Die Deutsche Cadre-45/2-Meisterschaft 1921 war eine Billard-Turnierserie und fand vom 18. bis 23. April 1921 in Berlin zum dritten Mal statt.

## Geschichte
Die erste Deutsche Cadre-Meisterschaft nach dem Ersten Weltkrieg wurde in Berlin ausgetragen. Gestartet wurde das Turnier mit sieben Teilnehmern. Der Berliner Eugen Wolff musste aber nach der ersten Partie gegen Albert Poensgen, die er mit 101:400 in 20 Aufnahmen verlor, das Turnier krankheitsbedingt beenden. Die Partie kam nicht in die Wertung. Der Rest der Meisterschaft wurde von Poensgen dominiert. Er gewann ungeschlagen vor Otto Thämert und Emil Protz und stellte dabei zwei neue deutsche Rekorde (im GD und in der HS) auf.

## Turniermodus
Das ganze Turnier wurde im Round-Robin-System bis 400 Punkte ohne Nachstoß gespielt. Bei MP-Gleichstand wurde in folgender Reihenfolge gewertet:
1. MP = Matchpunkte
2. GD = Generaldurchschnitt
3. HS = Höchstserie

## Abschlusstabelle
| MP    | Match Points (Sieger = 2; Unentschieden = 1; Verlierer = 0) |
| Pkte. | Erzielte Karambolagen                                       |
| Aufn. | Benötigte Versuche                                          |
| GD    | Generaldurchschnitt                                         |
| BED   | Bester Einzeldurchschnitt eines Spielers                    |
| HS    | Höchstserie                                                 |
|       | Bester GD des Turniers                                      |
|       | Bester ED des Turniers                                      |
|       | Beste HS des Turniers                                       |
|       | 1. Platz (Gold)                                             |
|       | 2. Platz (Silber)                                           |
|       | 3. Platz (Bronze)                                           |

| Klassement                | Klassement               | Klassement | Klassement | Klassement | Klassement | Klassement | Klassement |
| Platz                     | Name                     | MP         | Pkte.      | Aufn.      | GD         | BED        | HS         |
| ------------------------- | ------------------------ | ---------- | ---------- | ---------- | ---------- | ---------- | ---------- |
| 1                         | Albert Poensgen (Berlin) | 10:0       | 2000       | 133        | 15,03      | 23,52      | 150        |
| 2                         | Otto Thämert (Hannover)  | 8:2        | 1753       | 283        | 6,19       | 7,14       | 53         |
| 3                         | Emil Protz (Hannover)    | 6:4        | 1532       | 297        | 5,15       | 9,09       | 49         |
| 4                         | Philipp Fürst (Mainz)    | 4:6        | 1425       | 296        | 4,81       | 7,14       | 50         |
| 5                         | Karl Lilge (Berlin)      | 2:8        | 1429       | 286        | 4,99       | 4,49       | 44         |
| 6                         | ? Lichtenberg (Berlin)   | 0:10       | 1654       | 353        | 4,68       | –          | 46         |
| Turnierdurchschnitt: 5,94 |                          |            |            |            |            |            |            |